# The Rules of Attraction (película)
The Rules of Attraction (en España, Las reglas del juego; en Hispanoamérica, Las reglas de la atracción) es una película del 2002 en clave de sátira negra dirigida en los Estados Unidos por Roger Avary y basada en la novela homónima de Bret Easton Ellis. Está protagonizada por James Van Der Beek, Shannyn Sossamon, Ian Somerhalder, Jessica Biel, Kip Pardue y Clare Kramer.

## Argumento
La acción transcurre en una escuela de arte de Nueva Inglaterra, donde seguimos a tres personajes principales bajo sus puntos de vista, Sean Bateman, hermano de Patrick Bateman y traficante de drogas, Lauren Hynde, una chica virgen a la que todas sus relaciones le salen mal, y Paul Denton, gay y exnovio de Lauren. La película sigue un hilo argumental inverso, llevado por fiestas estudiantiles como “La fiesta del culo del mundo”, la fiesta “Vístete para que te follen”, o la fiesta “Del fin del  mundo”. Los tres personajes entran en un triángulo amoroso nada convencional, llevados por la decadencia de sus vidas.

## Personajes
- Sean Bateman - Hermano del conocido Patrick Bateman, es un joven de 21 años que se define como un vampiro emocional, en la película se nos presenta como un joven ligón, vendedor de drogas.

- Paul Denton - Personaje gay (demasiado sexy), muy cínico e inteligente. También es un único que muestra cierta sensibilidad, y sentimientos por los demás. Aunque también demuestra que le importa poco lo que les pase a los demás, si eso puede fastidiar sus planes.

- Lauren Hynde - Una chica, enamorada de su exnovio Víctor, también se comenta que salió con Paul Denton, ocasionalmente se muestra atraída por Sean Bateman, en la película muestra más interés por perder la virginidad que por desarrollar las cualidades de filósofa, que muestra tener.

- Lara - Joven rubia promiscua y manipuladora. Este personaje no aparece en la novela y fue inventado para la película, es un personaje con las cosas mucho más claras y más seguro que el resto de personajes.

- Victor - Novio de Lauren, de viaje por Europa.